# Malin (obwód żytomierski)
Malin (ukr. Малин, trb. Małyn) – miasto na Ukrainie, w obwodzie żytomierskim, w rejonie korosteńskim (do 2020 siedziba rejonu malińskiego). Liczy 27 tys. mieszkańców (2025).
Ośrodek przemysłu spożywczego, kamieniołom oraz drzewno-celulozowego. Największy ośrodek przemysłowy w promieniu 10 km; stacja kolejowa Malin, położona na linii Kijów – Korosteń – Kowel.

## Historia
W I Rzeczypospolitej Malin przynależał administracyjnie do województwa kijowskiego.
W 1793 został zajęty przez Imperium Rosyjskie w II rozbiorze Polski.
Pod zaborami siedziba gminy Malin w powiecie radomyskim w guberni kijowskiej.
27–28 kwietnia 1920, w czasie wojny polsko-bolszewickiej, odbyła się tu bitwa pod Malinem, w której poległ Stanisław Wilhelm Radziwiłł.
20 października 1938 r. miasteczko Malin otrzymało status miasta (prawa miejskie). 12 listopada 1943 r. Malin został wyzwolony przez napierające wojska radzieckie. W grudniu 1943 r. jedna niemiecka grupa rozpoczęła ofensywę z rejonu czerniachowskiego do Malina, druga rozpoczęła ofensywę z rejonu Korostenia do Malina, a następnie do Kijowa, ale nie udało im się przedrzeć przez oddziały bojowe sił 1 Frontu Ukraińskiego, którzy przenieśli się do obrony.
W 1989 liczyła 29 572 mieszkańców. W mieście znajdowały się fabryka mebli, fabryka odzieży i inne.
W 2013 liczyła 26 934 mieszkańców.

## Zabytki i atrakcje

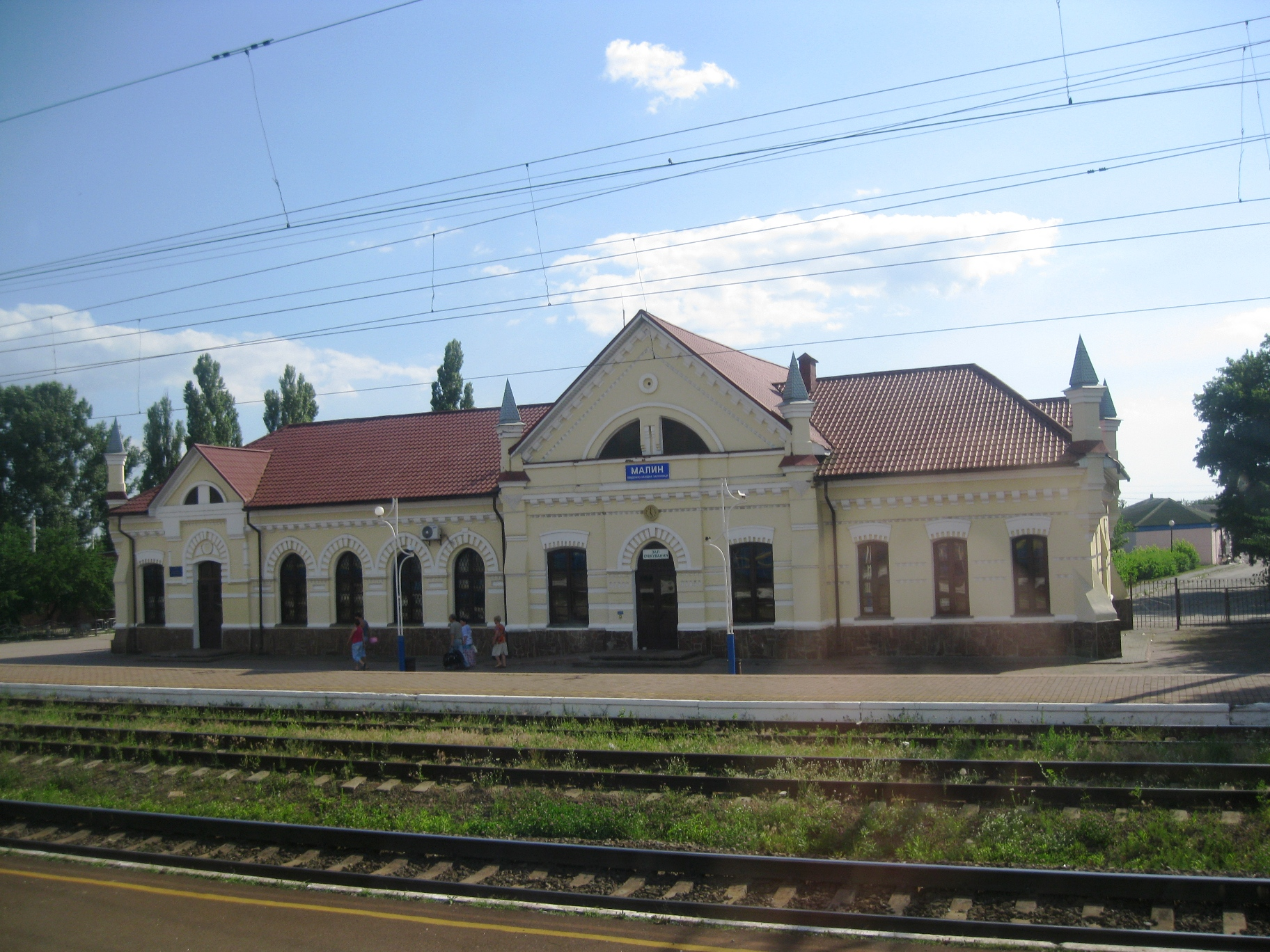
Dworzec kolejowy
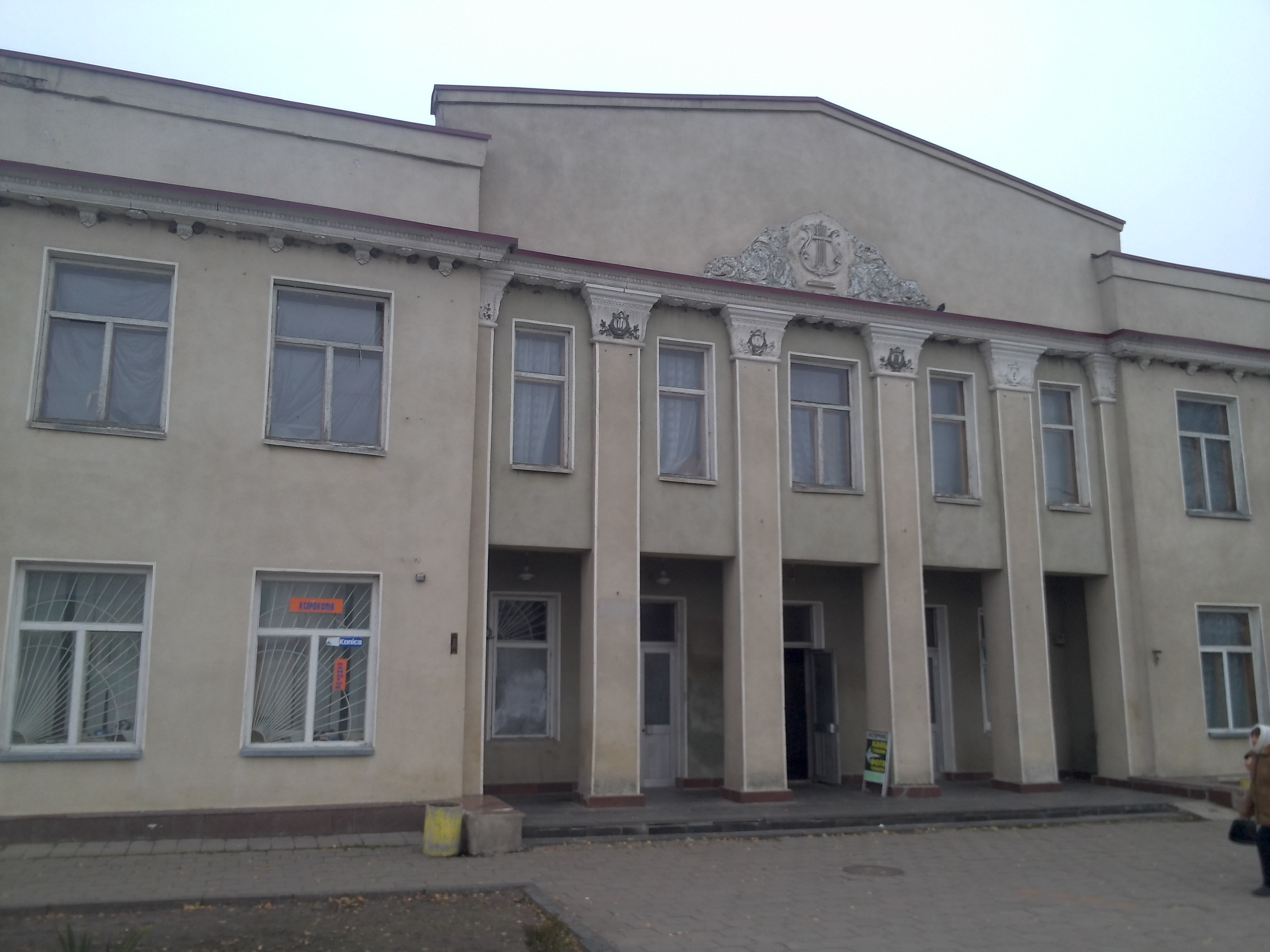
Dom Kultury
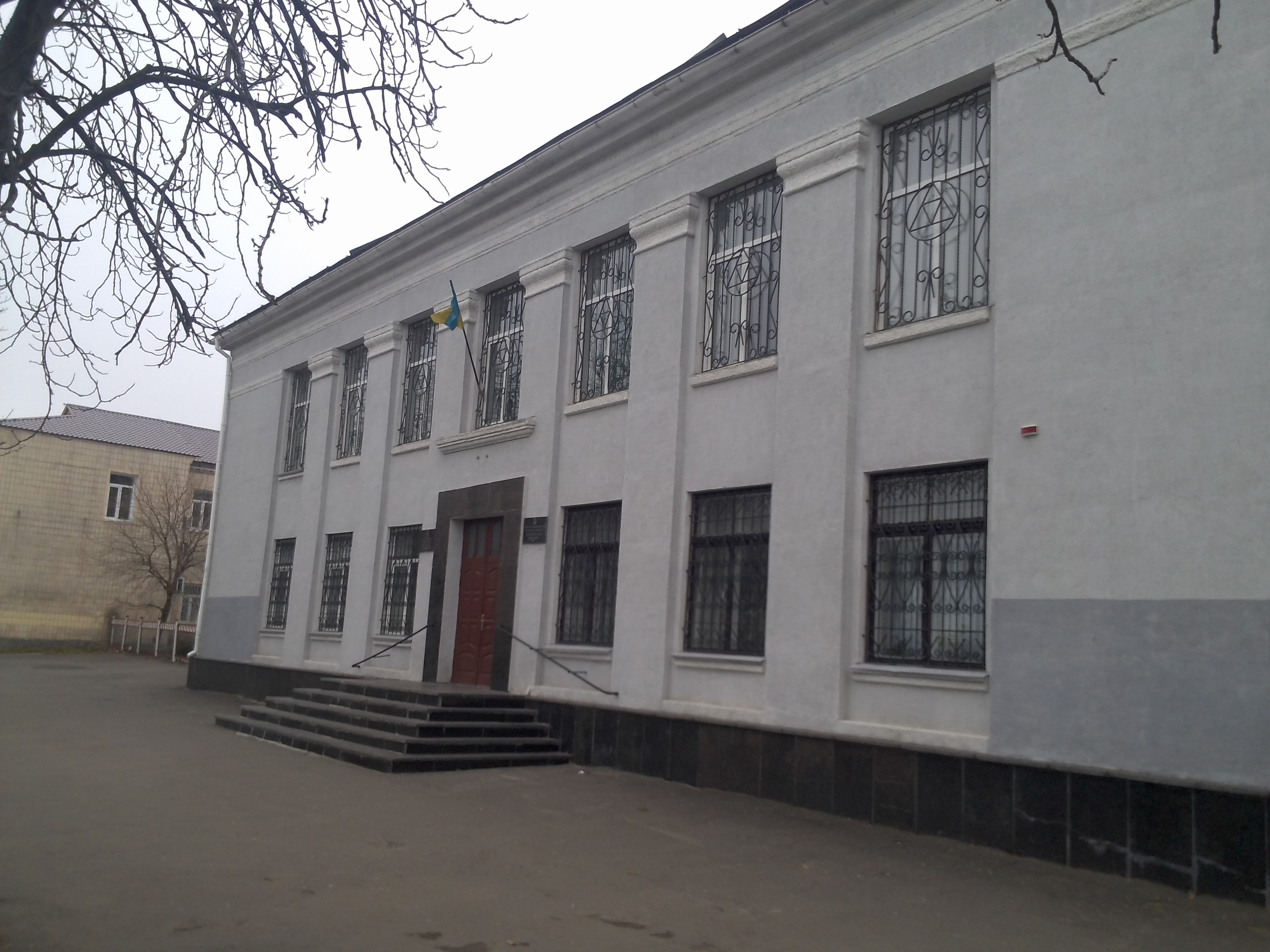
Gmach sądu okręgowego
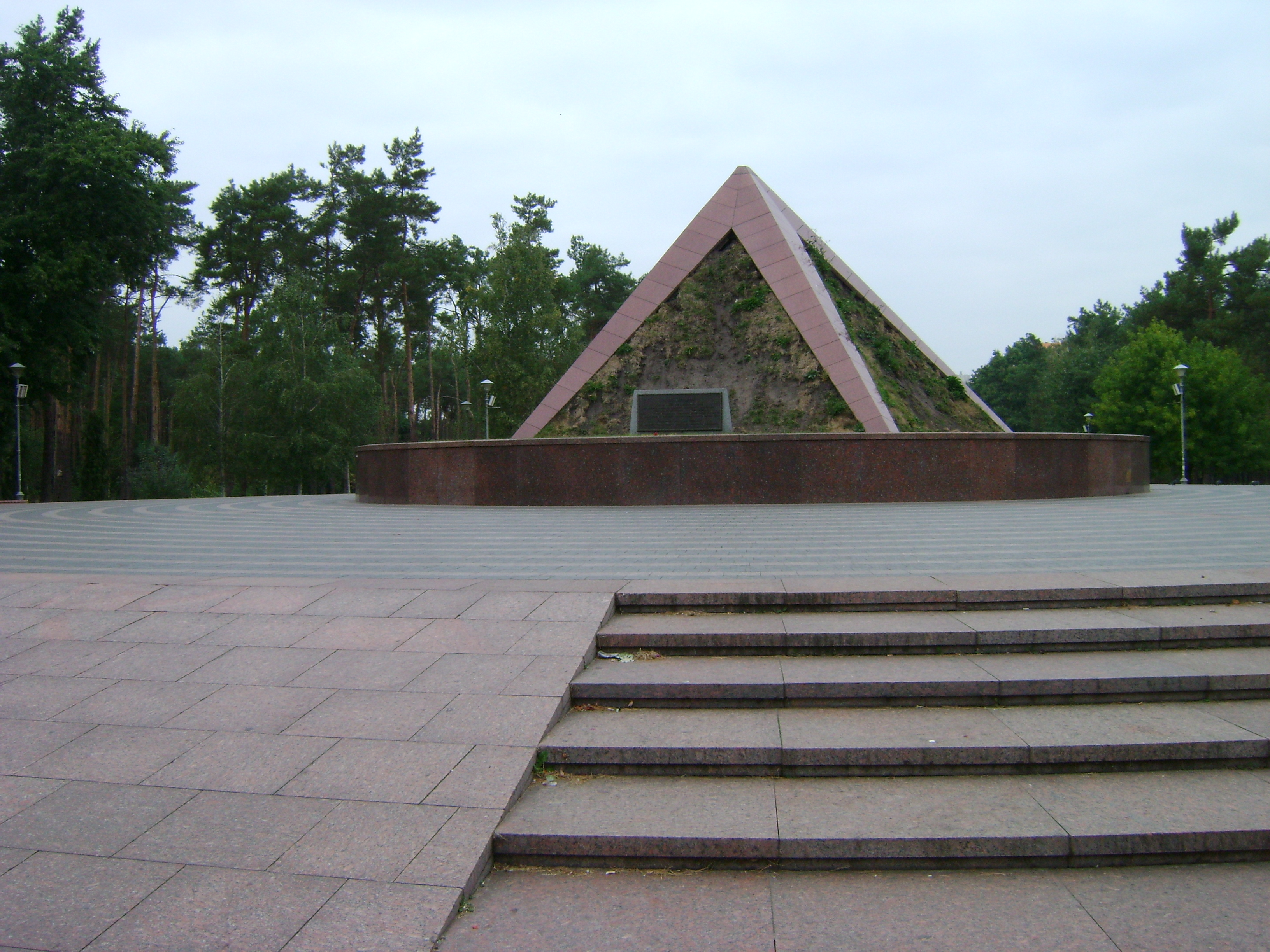
Kurhan (Курган безсмертя)
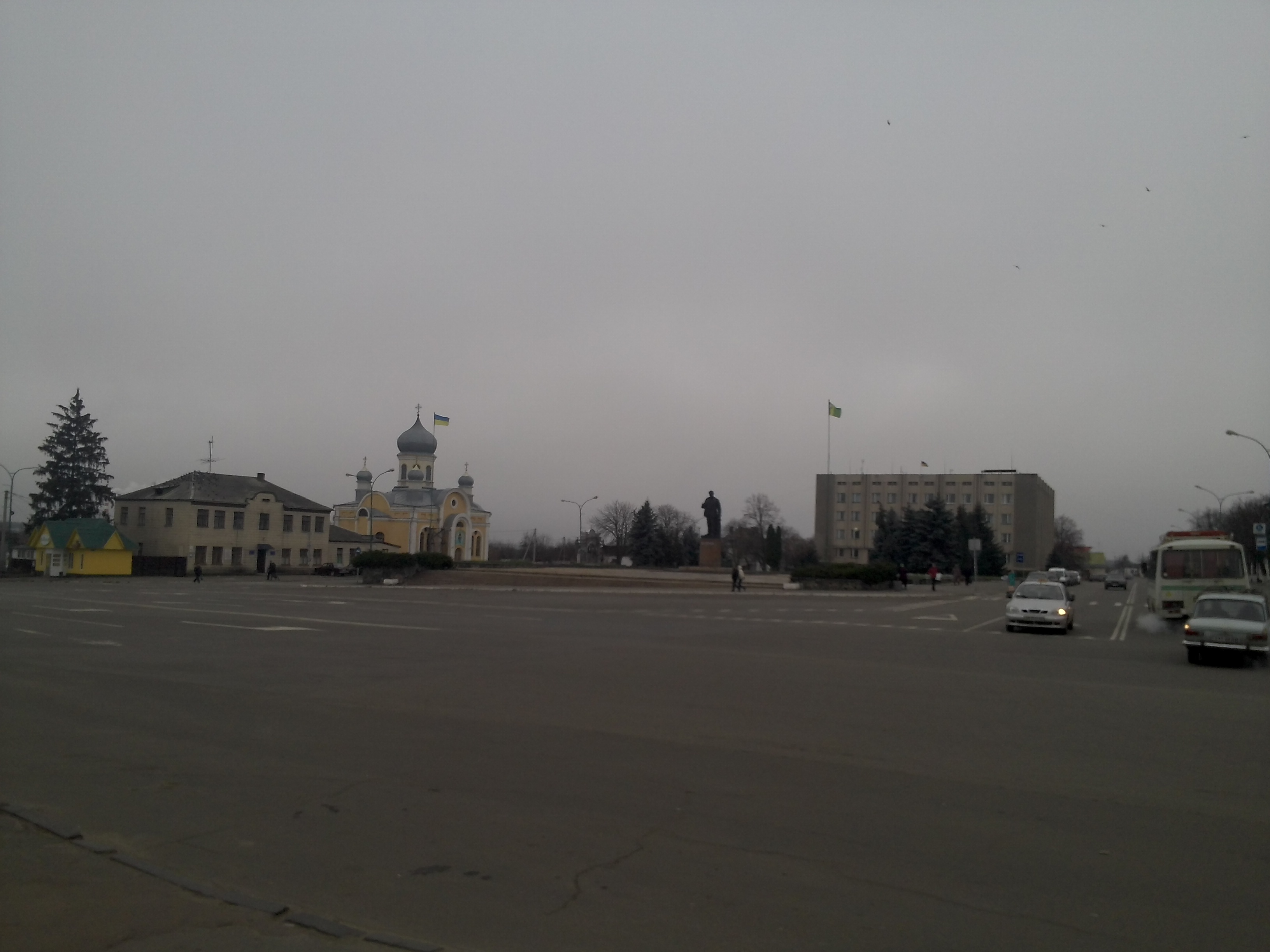
Główny plac w mieście
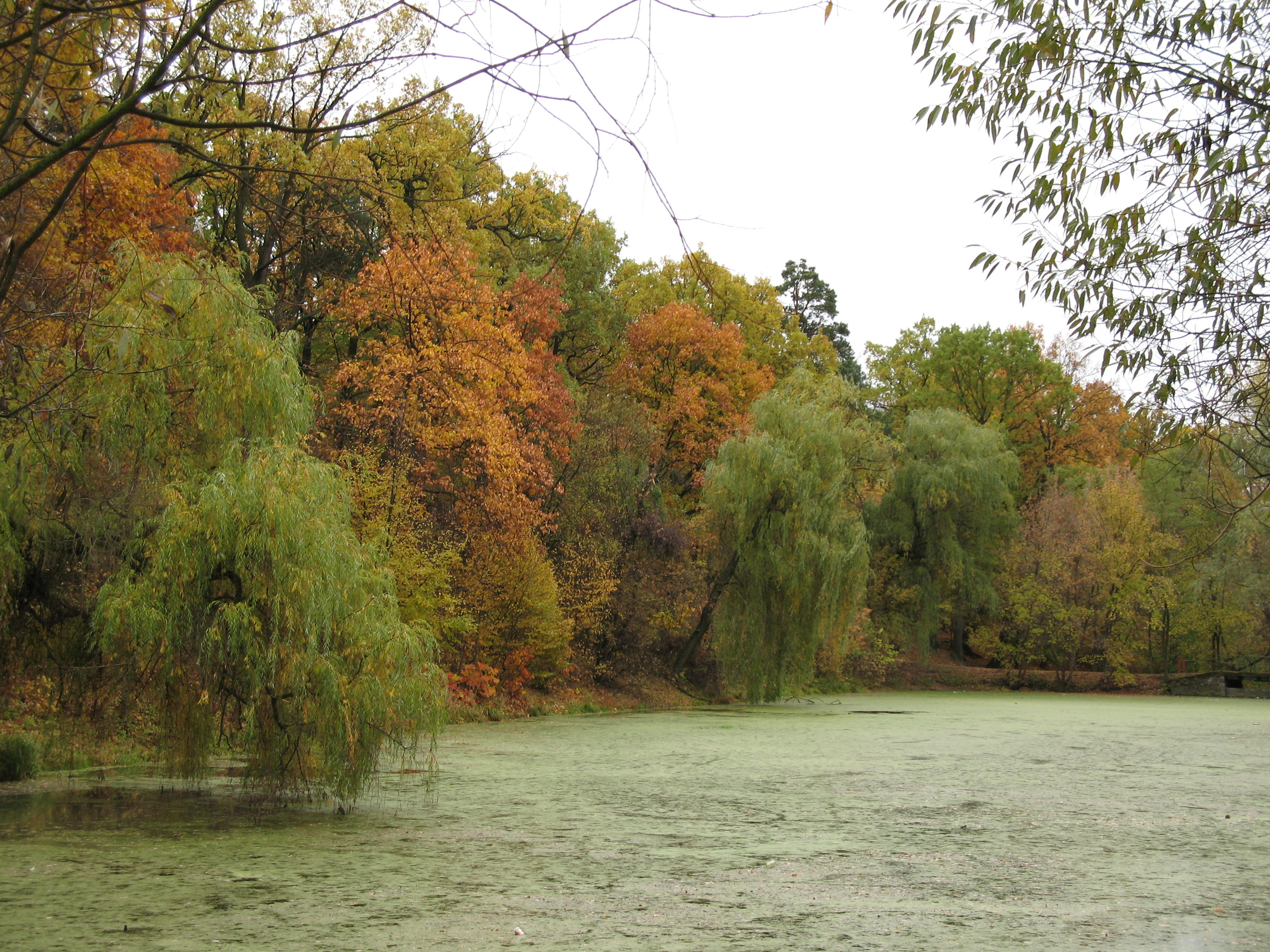
Park im. Nikołaja Makłaja

- Pomnik Nikołaja Mikłucho-Makłaj
- Pomnik Ofiar Czarnobyla i głodu lat 30.
- Aleja Chwały
- Malińskie Muzeum Podwodne[9]
- Muzeum Nina Sosnina[9][10]
- Zbiornik na rzece Irszy
- Kurhan

- Dworzec kolejowy
- Dom Kultury
- Gmach sądu okręgowego
- Kurhan (Курган безсмертя)
- Główny plac w mieście
- Park im. Nikołaja Makłaja

## Ludzie związani z miejscowością
Z miastem związana jest Nina Sosnina i Yanait Ben-Zvi - izraelski nauczyciel i pisarz.